# كوكب حمزة
كوكب حمزة (1944–2024) ملحن عراقي عُرِف منذ سبعينات القرن العشرين، ولحّن العديد من الأغاني مثل يا نجمة ويا طيور الطائرة بصوت سعدون جابر وقدّم العديد من الأعمال الغنائية والمسرحية.

## النشأة
ولد كوكب حمزة في محافظة بابل ناحية القاسم في العراق. درس في معهد الفنون الجميلة في بغداد. وأكمل دراسته في معهد الدراسات الموسيقية.

## السيرة المهنية
بدأ حياته المهنية كمعلم فنية في مدرسة المربد في البصرة، وبسبب تخرجه من معهد الفنون الجميلة في بغداد أصرّ زملاؤه على أن يقوم بالتلحين. بعد فشل أغنيته الأولى التي سجلها في الإذاعة «مر بيّه» وبأداء المطربة غادة سالم وكتابة طارق ياسين، قرر خلق أغنية عراقية حديثة تواكب الأغنية العربية، يقول: «بدأت أنظر إلى رتابة الأغنية العراقية التي كانت مخنوقة بالمقام والموال والبستة، على العكس من تطور الأغنية المصرية الهائل، واستنتجت بأنني لا يمكن أن أخلق أغنية حديثة بأدوات قديمة». اتجه إلى دراسة الفولكلور، وأفاده وجوده في البصرة وتنوع الشعراء والملحنين. وهكذا خرجت أغنية «يا نجمة» بأداء حسين نعمة التي كانت مزيجاً من الغناء العراقي الفولكلوري والموشح الأندلسي، وأغنية «القنطرة بعيدة» التي في مدخلها تأثير من غناء البادية.
أصبح ملحنا في العراق منذ ستينيات القرن العشرين، وانسجاماً مع حركة التطور ظهرت موجة الأغنية العراقية الحديثة وكانت تحمل ملامح جديدة في أسلوب البناء الموسيقي والآفاق التعبيرية في الألحان وأصوات جديدة خالفت المألوف في شكل الأغنية . هذه الموجة الجديدة كان يقودها نخبة من الملحنين الشباب آنذاك ومن أبرزهم كان الملحن كوكب حمزة وكانت أولى ألحانه مقطوعة موسيقية بعنوان «آمال». كان حمزة معارضاً للنظام آنذاك ويعد أحد رموز الحركة الوطنية العراقية، وقتها كان أستاذا في جامعة البصرة، وكانت تأتيه عن طريق عميد الجامعة قصائد عن حزب البعث من كتابه محمد جميل شلش لتلحينها لكنه كان يرفضها، فتم نقله من تدريسي إلى موظف في الصادر والوارد، ثم نقل إلى بغداد. في بغداد حذره صديق قديم يعمل عضو في فرع الأعظمية لحزب البعث ونصحه بالخروج من العراق بأقرب فرصة. في اليوم التالي ذهب إلى مقر الحزب الشيوعي وطلب تدبير زمالة خارج العراق.
هرب من العراق يوم 21 تموز 1974، عن طريق زمالة إلى تشيكوسلوفاكيا ومن ثم إلى الاتحاد السوفياتي، بعدها درس الموسيقى في أذربيجان وتنقل ما بين كردستان وسورية وأمريكا، حتى استقر في الدنمارك منذ العام 1989. منع النظام العراقي تداول أغانيه وعد حيازتها جريمة يعاقب عليها، ولكنها بقيت تتداول في الجلسات الخاصة.
في المهجر قام بإصدار مقطوعة موسيقية بعنوان «وداعاً بابل» عام 1992 ثم قدم أغنية أخرى بعنوان «الجراد يغزو بابل». بعد مكوثه في أوروبا قرر الانتقال للمغرب ودراسة الموسيقى، تعرف هناك على فاطمة القرياني التي قدمت بعض من أغانيه وكذلك أسماء لمنور التي كان معجب بها.
أطلق النقاد على الملحن كوكب حمزة لقب (مكتشف النجوم) فهو من اكتشف أفضل الأصوات العراقية مثل حسين نعمة ورياض أحمد وستار جبار وسعدون جابر وعلي رشيد. كما قام باكتشاف المطربة المغربية أسماء لمنور، فهو أول من قدمها للجمهور حين لحّن لها أغنية «دموع إيزيس» عام 1997 والأغنية من كلمات الشاعر المصري أحمد فؤاد نجم وقدمت الأغنية في القاهرة بمناسبة الاحتفاء بالشاعر أحمد فؤاد نجم وبمناسبة عيد ميلاده السبعين.
لحّن للعديد من الفنانيين العراقيين والعرب مثل مائدة نزهت، حسين نعمة، ستار جبار، فاضل عواد، كريم منصور، فؤاد سالم، المطربة أصالة نصري حين كانت في بداياتها، المطرب الكويتي عبد الله الرويشد وغيرهم الكثير. له العديد من الألحان التي وضعت للمسلسلات التلفزيونية والأفلام السينمائية. زار العراق بعد سقوط نظام صدام حسين ولكنه عاد إلى الدنمارك.

## الأعمال
له العديد من الأغاني التي أثّرت بتغيير ذائقة المستمع العراقي مثل:
- مر بيَّ - غناء غادة سالم
- همه ثلاثة للمدارس يروحون -غناء المطربة العراقية مائدة نزهت.
- أفيش - يا طيور الطايرة - بساتين البنفسج - مكاتيب - من تمشي - غناء سعدون جابر.
- محطات - كلمات زهير الدجيلي.
- القنطرة بعيدة - كلمات ذياب كزار.
- يا نجمة - كلمات كاظم الركابي، غناء حسين نعمة.
- شوق الحمام - غناء فاضل عواد.
- تانيني - وين يا المحبوب - غناء فؤاد سالم.